# Cophotylus
Cophotylus is een geslacht van rechtvleugeligen uit de familie veldsprinkhanen (Acrididae). De wetenschappelijke naam van dit geslacht is voor het eerst geldig gepubliceerd in 1902 door Krauss.

## Soorten
Het geslacht Cophotylus omvat de volgende soorten:
- Cophotylus aurora Karny, 1907
- Cophotylus cyanescens Uvarov, 1952
- Cophotylus decorus Bey-Bienko, 1951
- Cophotylus eos Popov, 1985
- Cophotylus iranicus Dirsh, 1949
- Cophotylus purpureus Uvarov, 1940
- Cophotylus splendens Uvarov, 1933
- Cophotylus steindachneri Krauss, 1902
- Cophotylus thalpomenoides Dirsh, 1949